# Viloria de Rioja
Viloria de Rioja es una localidad y un municipio situados en la provincia de Burgos, comunidad autónoma de Castilla y León (España), comarca de Montes de Oca, partido judicial de Briviesca, ayuntamiento del mismo nombre. Comarca natural de la Riojilla.
En 2015, en la aprobación por la Unesco de la ampliación del Camino de Santiago en España a «Caminos de Santiago de Compostela: Camino francés y Caminos del Norte de España», España envió como documentación un «Inventario Retrospectivo - Elementos Asociados» (Retrospective Inventory - Associated Components) en el que en el n.º 1217 figura la localidad de Viloria de Rioja, con un ámbito de elementos asociados.

## Geografía
Localidad de la provincia de Burgos, en pleno Camino de Santiago, abarca una extensión de 6,95 km² y cuenta con una población de 56 habitantes. Está a 801 m de altitud sobre el nivel del mar y a 55 km al noreste de la capital provincial, Burgos, a los pies de los montes de Ayago en las proximidades de La Rioja, en la comarca de la Riojilla Burgalesa.

## Historia

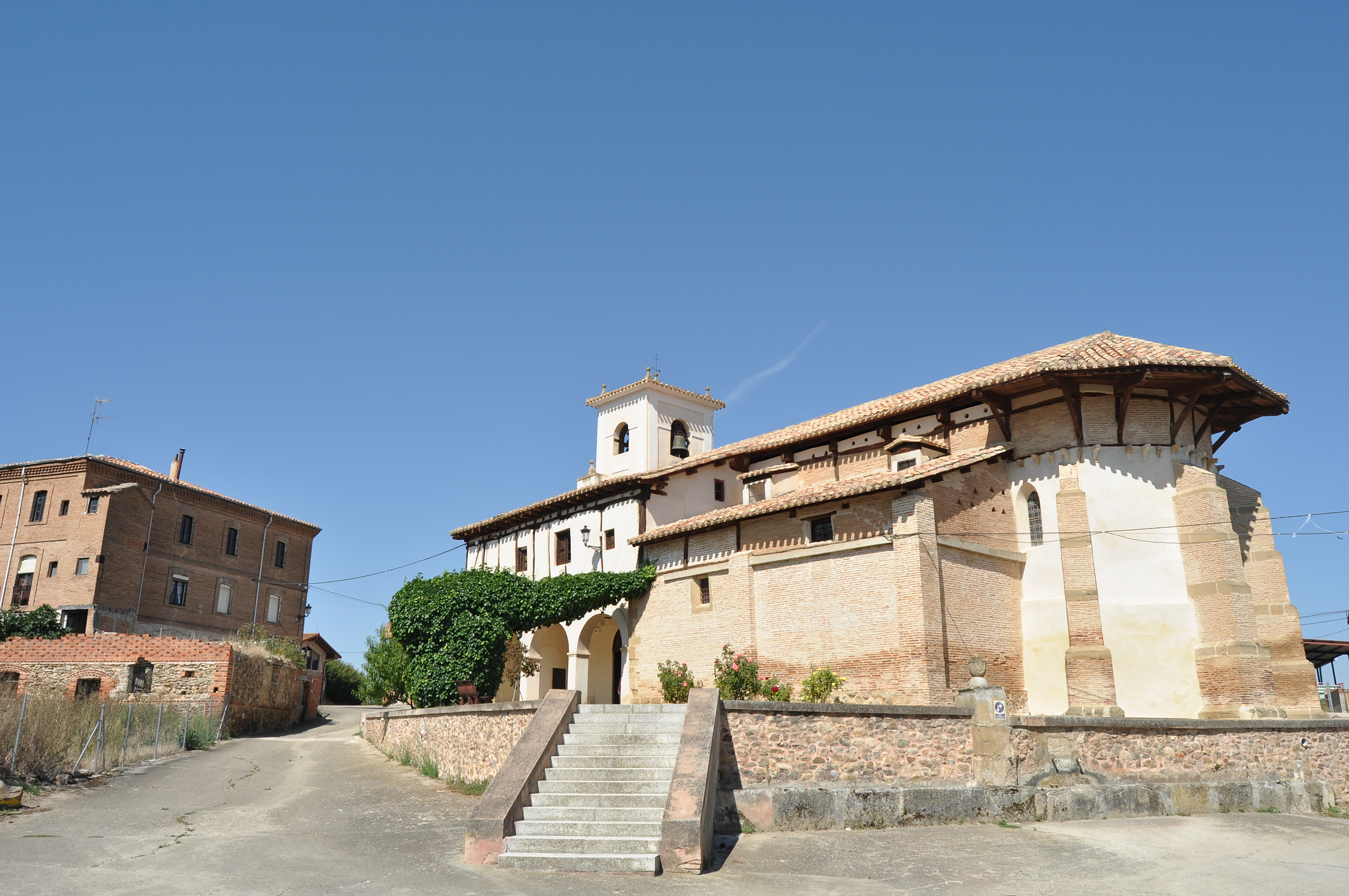
Iglesia de Viloria de Rioja

Viloria aparece documentada el año 1028 en un documento procedente de San Miguel de Pedroso el nombre de Villa Oria con cuya viña de Fresneda limitaban unas heredades que la monja doña Jimena donaba al famoso monasterio femenino de Pedroso.
Domingo García (luego santo Domingo de la Calzada) nació en Viloria en el año 1019. Este importante santo falleció en “Burgo de Domingo” (Santo Domingo de la Calzada, por él fundado) con noventa años de edad el 12 de mayo del año 1109. A Domingo de la Calzada se debe la reconstrucción de la calzada entre Nájera y Redecilla del Camino, que supuso el desvío del Camino de Santiago más hacia al Sur, haciéndolo subir a la Meseta por los Montes de Oca, donde actuó su discípulo san Juan de Ortega.
A la caída del Antiguo Régimen queda constituida como ayuntamiento constitucional del mismo nombre en el partido Belorado, región de Castilla la Vieja, contaba entonces con 104 habitantes.

## Ruiz de Vergara
La familia de los Ruiz de Vergara, fueron los señores de la Villa de Villoria durante varias generaciones, siendo su árbol genealógico:
```
| I.- D. Ximeno
| II.- D. García Ximénez
| III.- D. Ximeno García
| IV.- D. Fortún Ximénez
| V.- D. Ochoa Fortúnez
| VI.- D. Fortún Ochoa
| VII.- D. Ximeno Fortún
| VIII.- D. Pedro Fortúnez de Verkara
| IX.- D. Pedro Antolínez de Vergara
| X.- D. Sancho Pérez de Vergara
| XI.- D. Fortún Sánchez de Vergara
| XII.- D. Guillén Ruiz de Vergara
| XIII.- D. Sancho Ruiz de Vergara
| XIV.- D. Rodrigo Sanz Ruiz de Vergara
| XV.- D. Pedro Ruiz de Vergara
| XVI.- D. Juan Lope Ruiz de Vergara
| XVII.- D. Juan Ruiz de Vergara: primer señor del palacio y villa de Villoria y patronazgo de San Pedro de Cardeña. Ejerció el cargo de tesorero del Rey D. Enrique IV de Castilla. Murió el año 1458.
| XVIII.- D. Diego Ruiz de Vergara y Velasco
| XIX.- D. Juan Ruiz de Vergara
| XX.- D. Juan Ruiz de Vergara y Álava
| XXI.- D.(Juan) Ruy Díaz de Vergara y Álava
| XXII.- D. Juan Ruiz de Vergara y Álava
| XXIII.- D. Juan Ruiz de Vergara
| XXIV.- D. Jusepe Ruiz de Vergara y Castro
```

El escudo heráldico de la familia Ruiz de Vergara fue adoptado como propio por la localidad salmantina de Villoria en pleno municipal el 30 de enero de 1986.

## Demografía
Viloria de Rioja cuenta con una población de 37 habitantes (INE 2024).
| Gráfica de evolución demográfica de Viloria de Rioja entre 1842 y 2021                                                                                                   |
| |
| Población de derecho según los censos de población del INE Población de hecho según los censos de población del INEEn este censo se denominaba por error: Vitoria: 1842. |